# Kabinet-Yoshida I
Het kabinet–Yoshida I (Japans: 第1次吉田内閣) was de regering van het Keizerrijk Japan van 22 mei 1946 tot 24 mei 1947.

## Kabinet–Yoshida I (1946–1947)
| Ambtsbekleder                   | Ambtsbekleder       | Ambtsbekleder                              | Functie                                    | Ambtstermijn | Ambtstermijn | Partij |
| ------------------------------- | ------------------- | ------------------------------------------ | ------------------------------------------ | ------------ | ------------ | ------ |
|                                 | Shigeru Yoshida     | Shigeru Yoshida 吉田茂 (1878–1967)         | Premier                                    | 22 mei 1946  | 24 mei 1947  | LPJ    |
| Minister van Buitenlandse Zaken | Shigeru Yoshida     | Shigeru Yoshida 吉田茂 (1878–1967)         |                                            | 22 mei 1946  | 24 mei 1947  | LPJ    |
|                                 | Hayashi Joji        | Hayashi Joji 林譲治 (1889–1960)            | Secretaris- generaal                       | 22 mei 1946  | 24 mei 1947  | LPJ    |
|                                 | Seiichi Omura       | Seiichi Omura 大村清一 (1892–1968)         | Minister van Binnenlandse Zaken            | 22 mei 1946  | 24 mei 1947  | O      |
|                                 | Tanzan Ishibashi    | Tanzan Ishibashi 石橋湛山 (1884–1973)      | Minister van Financiën                     | 22 mei 1946  | 24 mei 1947  | LPJ    |
|                                 | Tokutaro Kimura     | Tokutaro Kimura 木村篤太郎 (1886–1981)     | Minister van Justitie                      | 22 mei 1946  | 24 mei 1947  | LPJ    |
|                                 | Niro Hoshishima     | Niro Hoshishima 星島二郎 (1887–1980)       | Minister van Economische Zaken             | 22 mei 1946  | 24 mei 1947  | LPJ    |
|                                 | Yoshinari Kawai     | Yoshinari Kawai 河合良成 (1886–1970)       | Minister van Volksgezondheid en Welzijn    | 22 mei 1946  | 24 mei 1947  | LPJ    |
|                                 | Kotaro Tanaka       | Kotaro Tanaka 田中耕太郎 (1890–1974)       | Minister van Onderwijs                     | 22 mei 1946  | 24 mei 1947  | O      |
|                                 | Tsunejiro Hiratsuka | Tsunejiro Hiratsuka 平塚常次郎 (1881–1974) | Minister van Transport en Infrastructuur   | 22 mei 1946  | 24 mei 1947  | LPJ    |
|                                 | Hiro Wada           | Hiro Wada 和田博雄 (1903–1967)             | Minister van Landbouw, Bosbouw en Visserij | 22 mei 1946  | 24 mei 1947  | LPJ    |
|                                 | Hitomatsu Sadakichi | Hitomatsu Sadakichi 一松定吉 (1875–1973)   | Minister van Communicatie en Post          | 22 mei 1946  | 24 mei 1947  | LPJ    |

Yoshida I ·
Katayama ·
Ashida ·
Yoshida II ·
Yoshida III ·
Yoshida IV ·
Yoshida V ·
I. Hatoyama I ·
I. Hatoyama II ·
I. Hatoyama III ·
Ishibashi ·
Kishi I ·
Kishi II ·
Ikeda I ·
Ikeda II ·
Ikeda III ·
Sato I ·
Sato II ·
Sato III ·
K. Tanaka I ·
K. Tanaka II ·
Miki ·
T. Fukuda ·
Ohira I ·
Ohira II ·
Suzuki ·
Nakasone I ·
Nakasone II ·
Nakasone III ·
Takeshita ·
Uno ·
Kaifu I ·
Kaifu II ·
Miyazawa ·
Hosokawa ·
Hata ·
Murayama ·
Hashimoto I ·
Hashimoto II ·
Obuchi ·
Mori I ·
Mori II ·
Koizumi I · 
Koizumi II ·
Koizumi III ·
Abe I ·
Y. Fukuda ·
Aso ·
Y. Hatoyama ·
Kan ·
Noda ·
Abe II ·
Abe III ·
Abe IV ·
Suga ·
Kishida I ·
Kishida II